# Denticnemis bicolor
Denticnemis bicolor là loài chuồn chuồn trong họ Platycnemididae. Loài này được Bartenev mô tả khoa học đầu tiên năm 1956.